# Église Notre-Dame de Coët-Bugat
L'église Notre-Dame de Coët-Bugat est un édifice situé à Guégon, en France.

## Localisation
L'église est située sur le territoire de la commune de Guégon, dans le département du Morbihan, en région Bretagne.Morbihan

## Description
Église avec un plan en forme de croix latine, construite en moellons sans chaîne en pierre de taille de granite, toiture à longs pans pignon découvert, flèche polygonale, noue.

## Historique
Coët Bugat était à l’origine un prieuré de l'abbaye de Saint-Jean-des-Prés à Guillac ; il est désigné comme paroisse vers 1387. L'abbaye abandonne le prieuré au XVe siècle, le récupère au XVIIe siècle et reconstruit l'église à cette époque. La sacristie fut construite en 1738, le clocher en 1742. Au XIXe siècle, l'église menace ruine. Elle est reconstruite à l'emplacement de la précédente par le recteur Julien Michelot entre 1856 et 1857 avec l'aide financière de Napoléon III. Restauration vers 1960.
L'église est inscrite à l'inventaire général du patrimoine culturel.

## Galerie

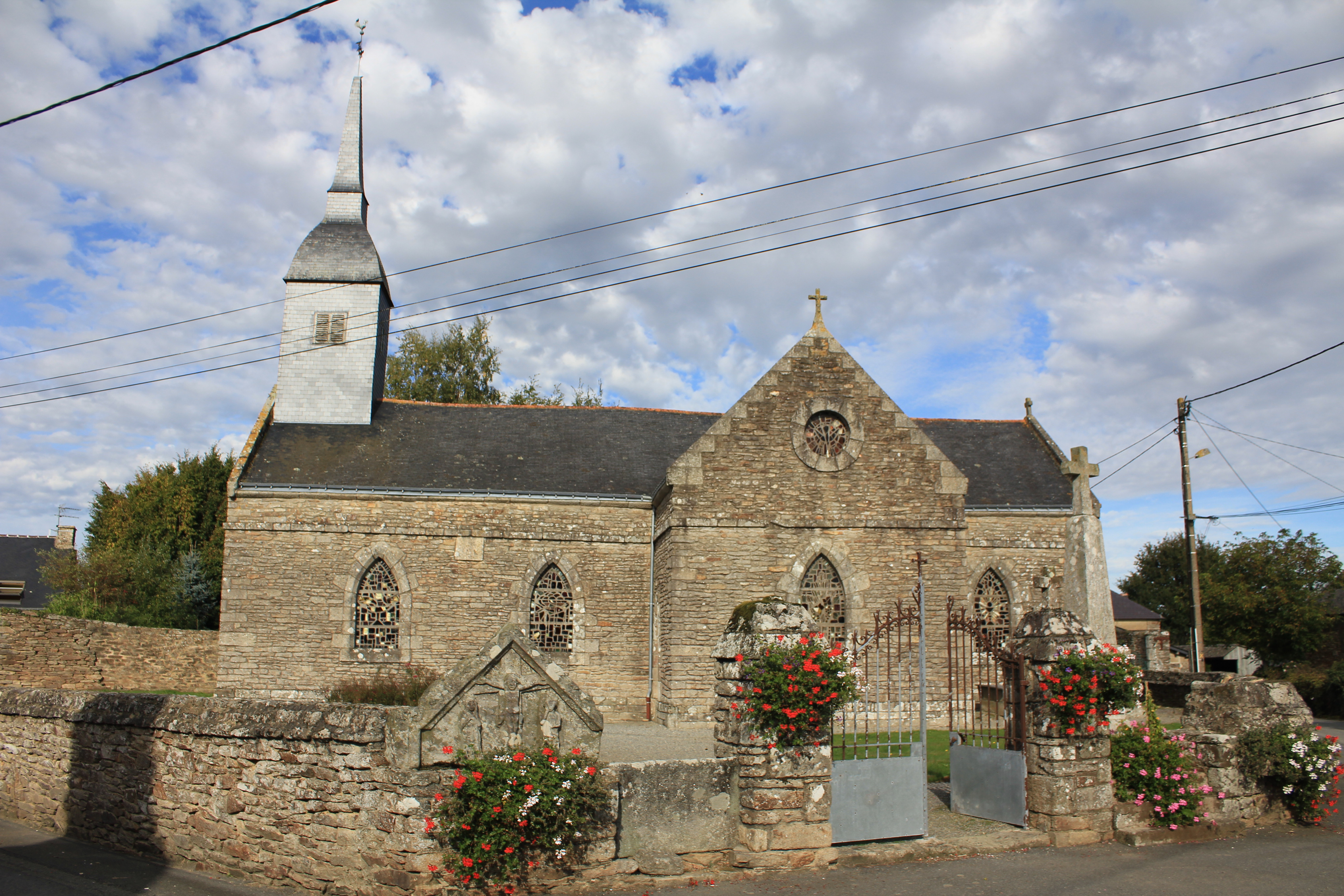
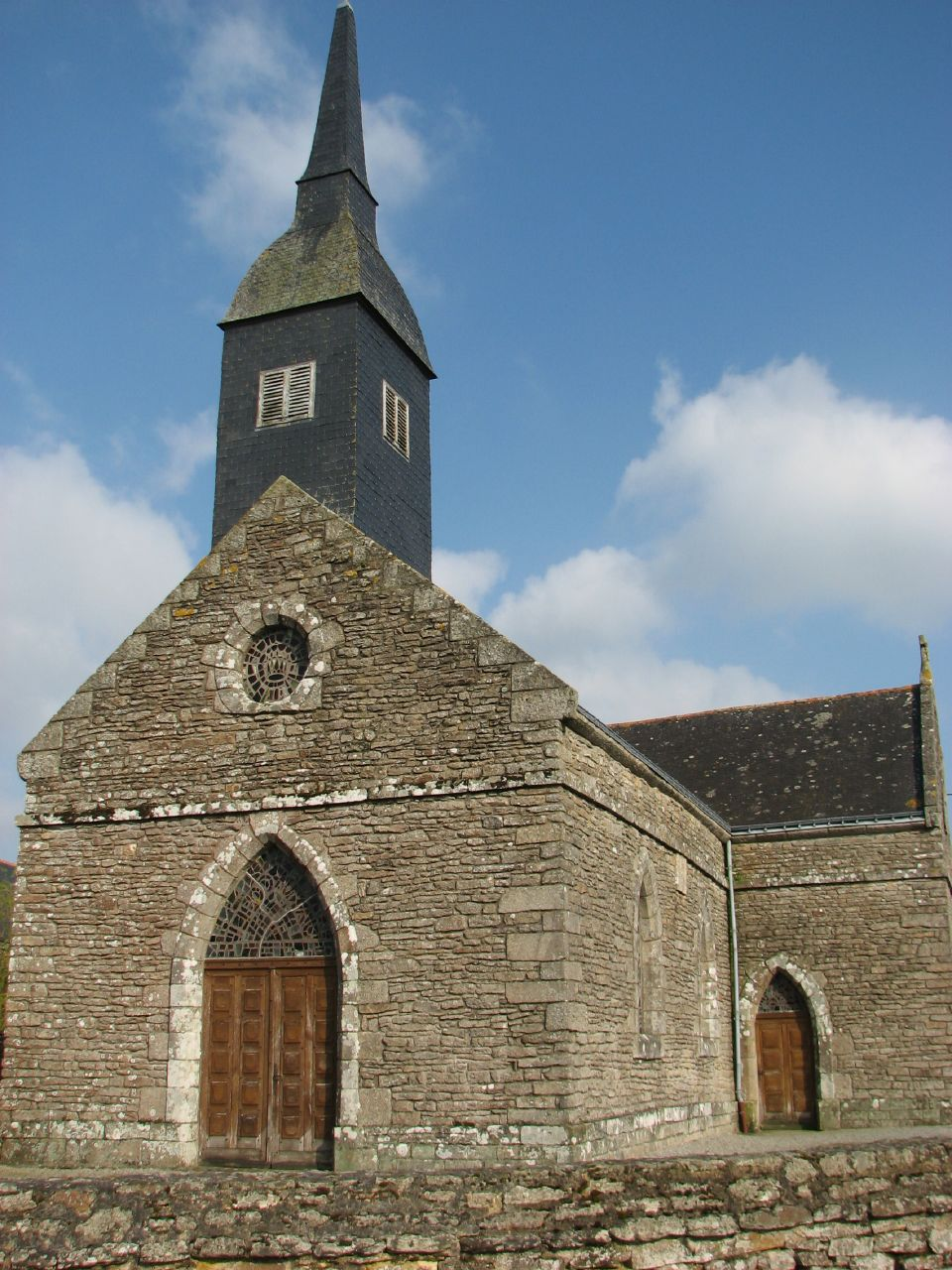
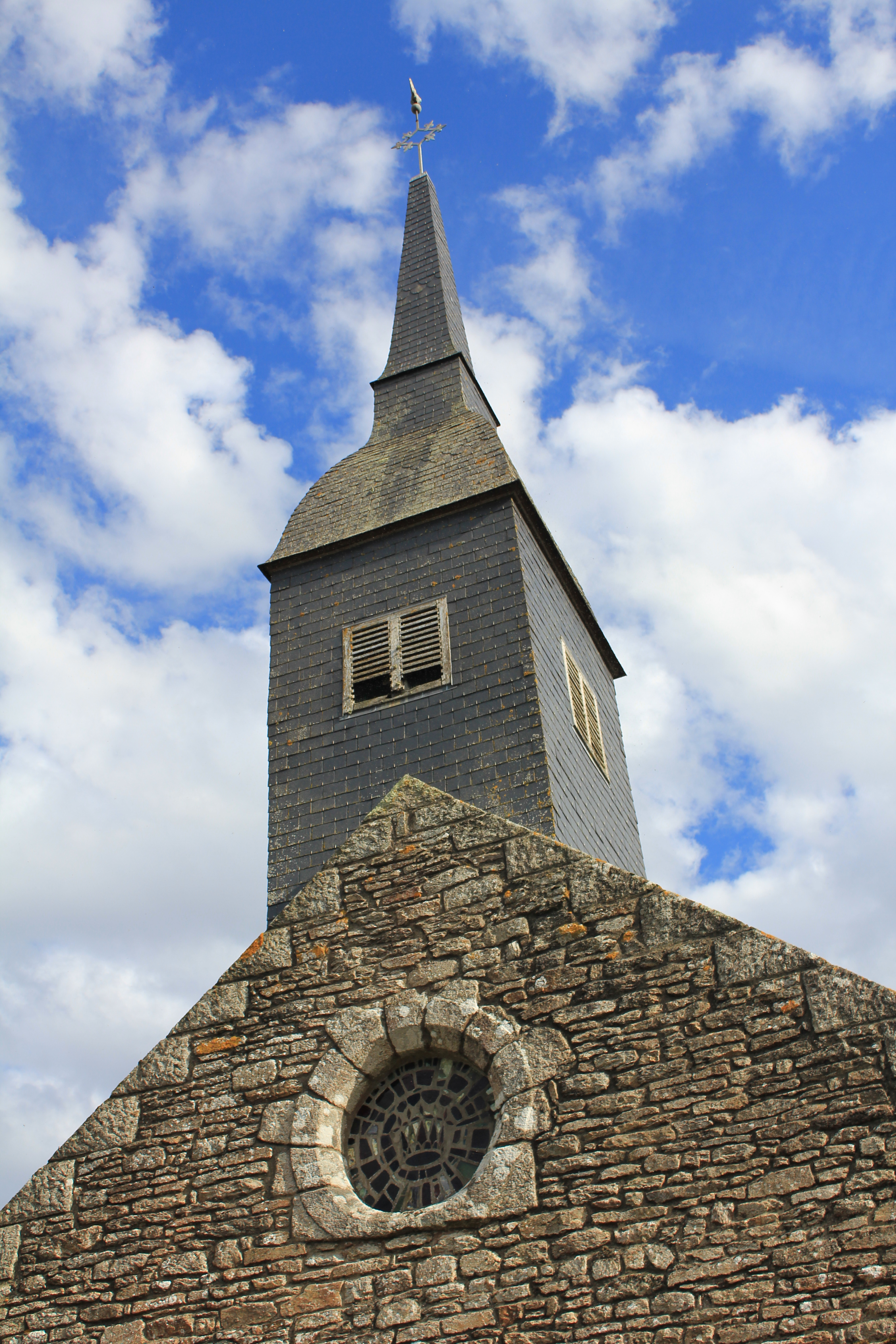
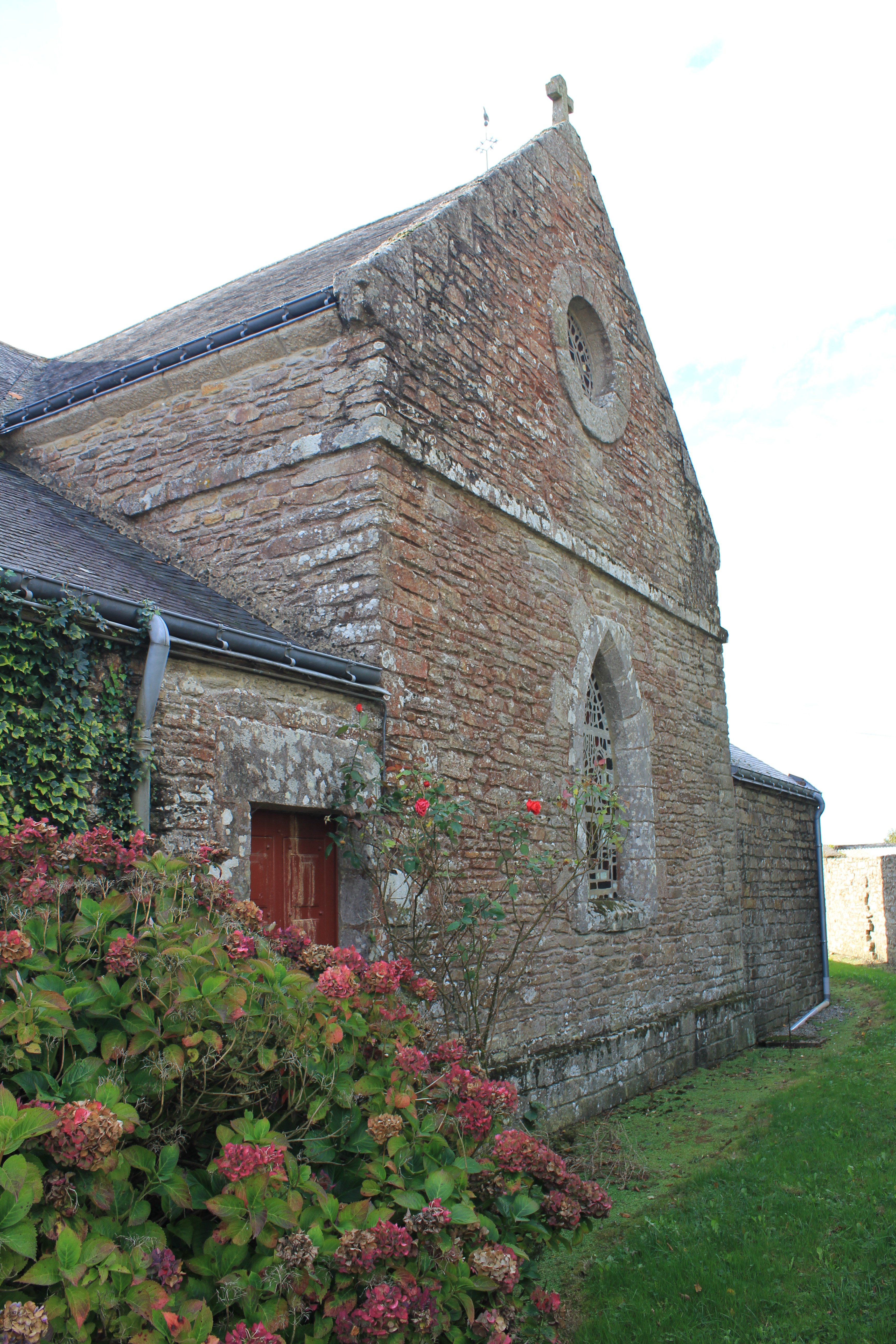
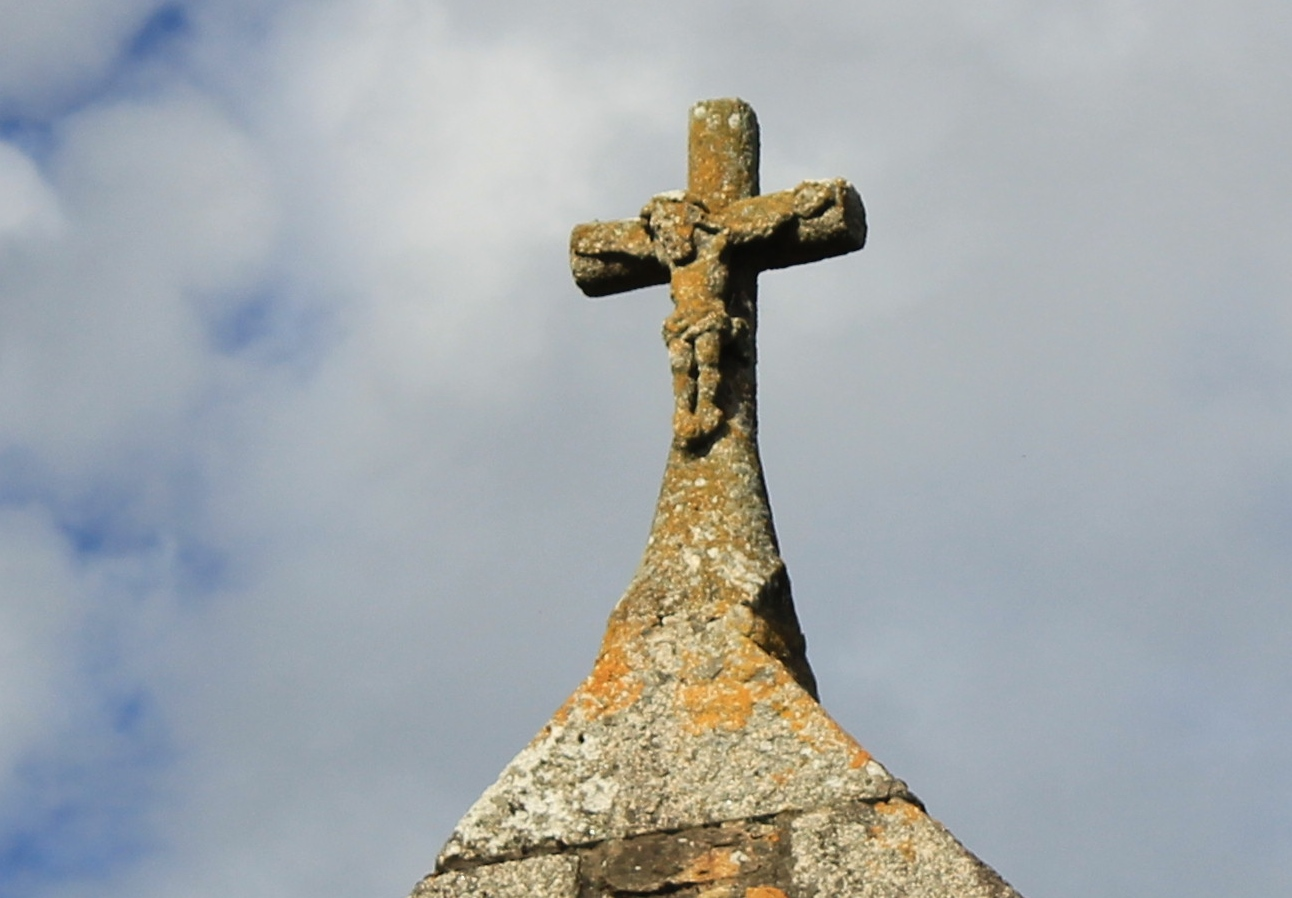
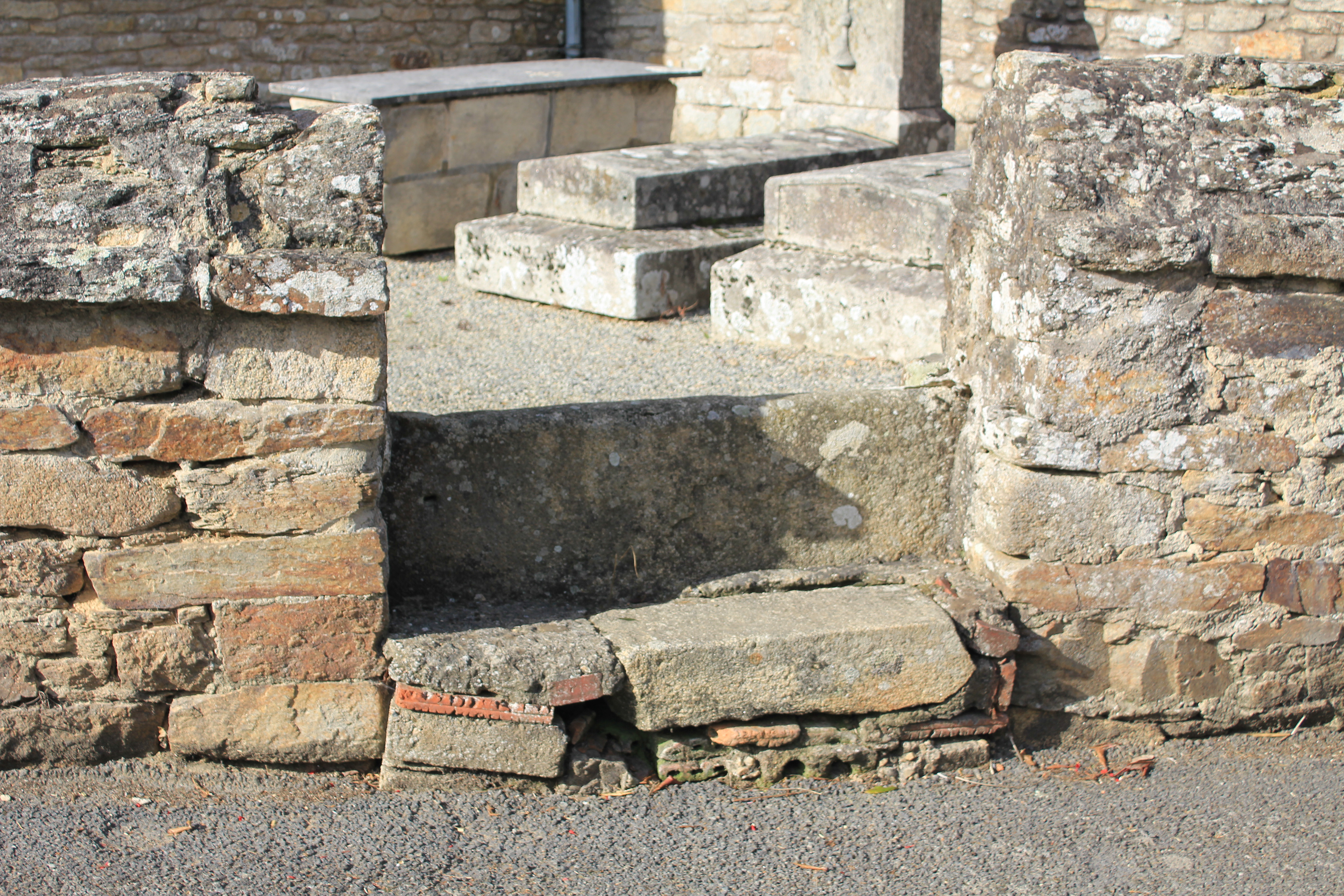